# لاسوویتسه ویلکیه (استان اوپوله)
لاسوویتسه ویلکیه (استان اوپوله) (به لاتین: Lasowice Wielkie) یک روستا در لهستان است که در گمینا لاسوویتسه ویلکیه واقع شده‌است. لاسوویتسه ویلکیه ۷۶۴ نفر جمعیت دارد.